# برج و باروی شاهرود
برج و باروی شاهرود مربوط به دوره قاجار است و در شاهرود، بافت قدیم واقع شده و این اثر در تاریخ ۱۰ مهر ۱۳۸۰ با شمارهٔ ثبت ۳۹۴۶ به‌عنوان یکی از آثار ملی ایران به ثبت رسیده است.